# Вурберк
Вурберк (словен. Vurberk) је насељено место у општини Дуплек, Подравска регија, Словенија.

## Историја
До територијалне реорганизације у Словенији био је у саставу старе општине Марибор.

## Становништво
У попису становништва из 2011. године, Вурберк је имао 452 становника.
| Број становника према пописима | Број становника према пописима | Број становника према пописима |
| ------------------------------ | ------------------------------ | ------------------------------ |
| 1991                           | 2002                           | 2011                           |
| 304                            | 373                            | 452                            |

Напомена: До 1982. исказивано под именом Вумпах.